# آینانگ

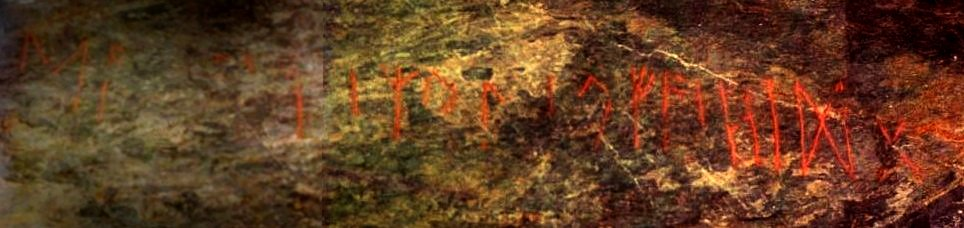

سنگنوشته آینانگ(به نروژی: Einangsteinen) تخته سنگی است دارنده کهنترین خط رونی که در فاگرنس در کشور نروژ جای گرفته است. خط رونی آن که از سده چهارم به جای مانده به زبان پیشانروژی و به خط رونی از گونه فوثارک کهن است. این سنگنبشته رازآلود می‌باید یکی از نخستین سنگنوشته‌های رونی باشد که هنوز برجاست و شاید همتایی هم برای آن هرگز یافت نشود.
سنگنوشته چنین بازخوانی شده است:‎(Ek go)ðagastir runo faihido ‏که چنین برگردان شده است: (من ،‎Gu)dgjest ‏ این راز را حک کردم.
چهار خط نخست این سنگنبشته نابود شده است. گمان برده می‌شود که نام پدیدآورنده آن گوداگاستیر GudagastiR یا چنین چیزی باشد.